# Phường 8, thành phố Trà Vinh
Phường 8 là một phường thuộc thành phố Trà Vinh, tỉnh Trà Vinh, Việt Nam.

## Địa lý
Phường 8 nằm ở phía tây nam thành phố Trà Vinh, có vị trí địa lý:
- Phía đông giáp Phường 9
- Phía tây và phía nam giáp huyện Châu Thành
- Phía bắc giáp Phường 7 và huyện Châu Thành.

Phường 8 có diện tích 3,58 km², dân số năm 2022 là 9.641 người, mật độ dân số đạt 2.693 người/km².

## Hành chính
Phường 8 được chia thành 7 khóm: 1, 2, 4, 5, 6, 7, 8.

## Lịch sử
Ngày 18 tháng 7 năm 2002, Chính phủ ban hành Nghị định số 70/2002/NĐ-CP về việc thành lập Phường 8 trên cơ sở 187,13 ha diện tích tự nhiên với 4.839 nhân khẩu của xã Nguyệt Hoá và 123,7 ha diện tích tự nhiên với 2.534 nhân khẩu của xã Lương Hòa thuộc huyện Châu Thành.
Phường 8 có 310,83 ha diện tích tự nhiên và 7.373 nhân khẩu.
Ngày 4 tháng 3 năm 2010, Chính phủ ban hành Nghị quyết số 11/NQ-CP về việc thành lập thành phố Trà Vinh thuộc tỉnh Trà Vinh. Phường 8 trực thuộc thành phố Trà Vinh.
Ngày 15 tháng 10 năm 2019, HĐND tỉnh Trà Vinh ban hành Nghị quyết số 157/NQ-HĐND về việc sáp nhập Khóm 3 vào Khóm 4.

## Du lịch
Quần thể chùa Âng và Ao Bà Om đã được Bộ Văn hóa – Du lịch công nhận là di tích văn hóa lịch sử cấp quốc gia.

## Hình ảnh

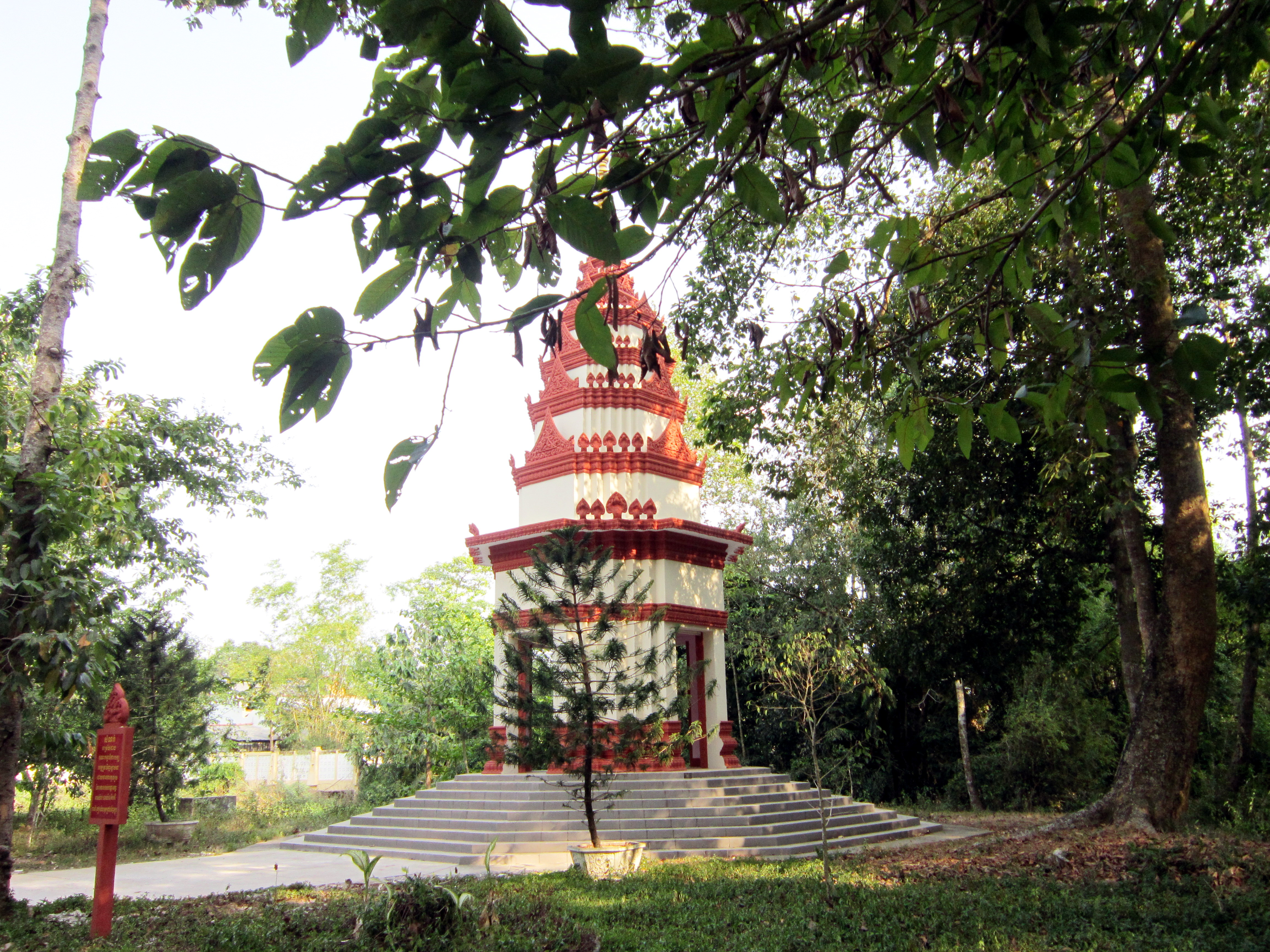
Một ngôi tháp trong khuôn viên Bảo tàng văn hóa dân tộc Khmer tỉnh Trà Vinh
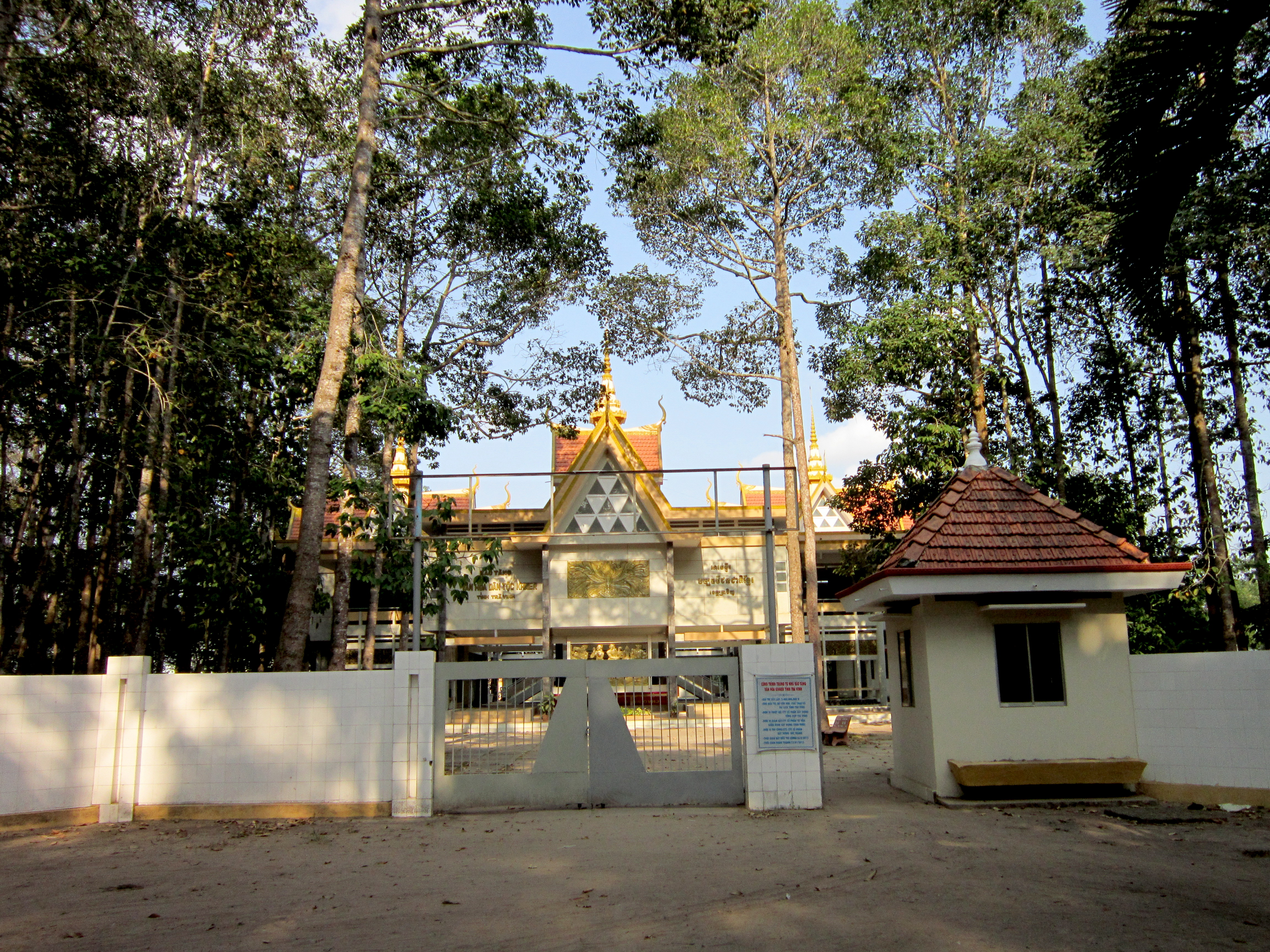
Bảo tàng văn hóa dân tộc Khmer tỉnh Trà Vinh
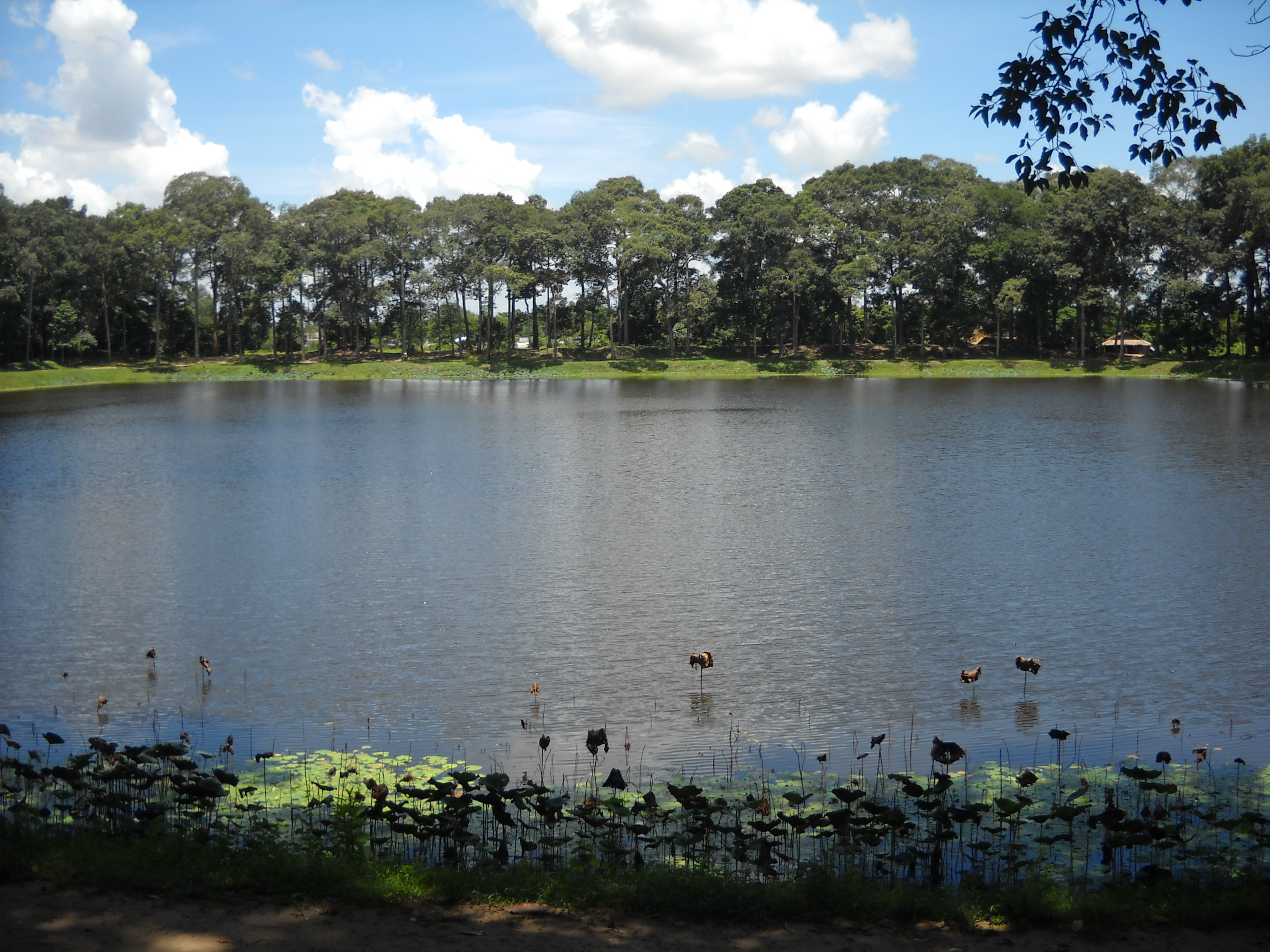
Ao Bà Om
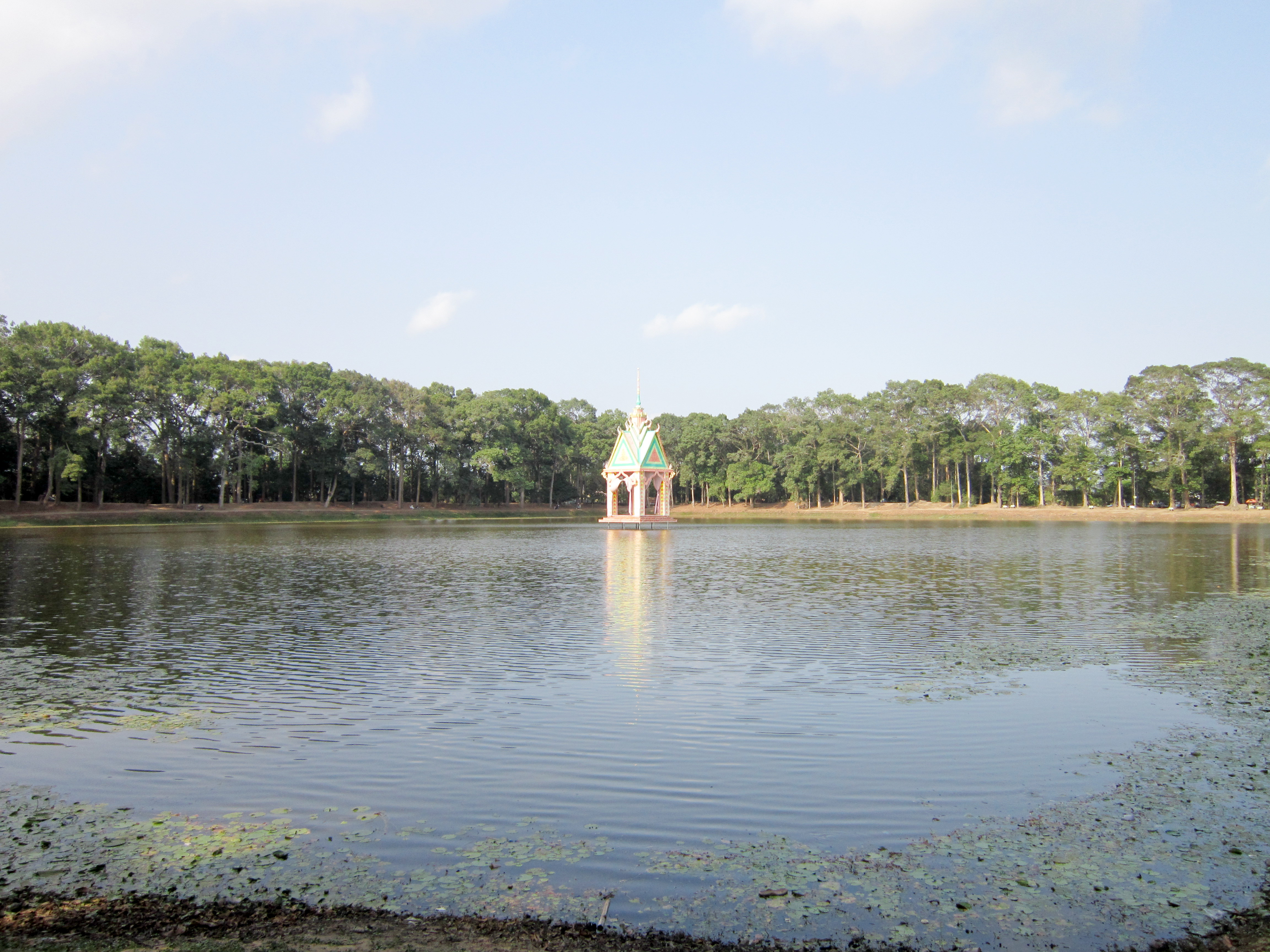
Ao Bà Om
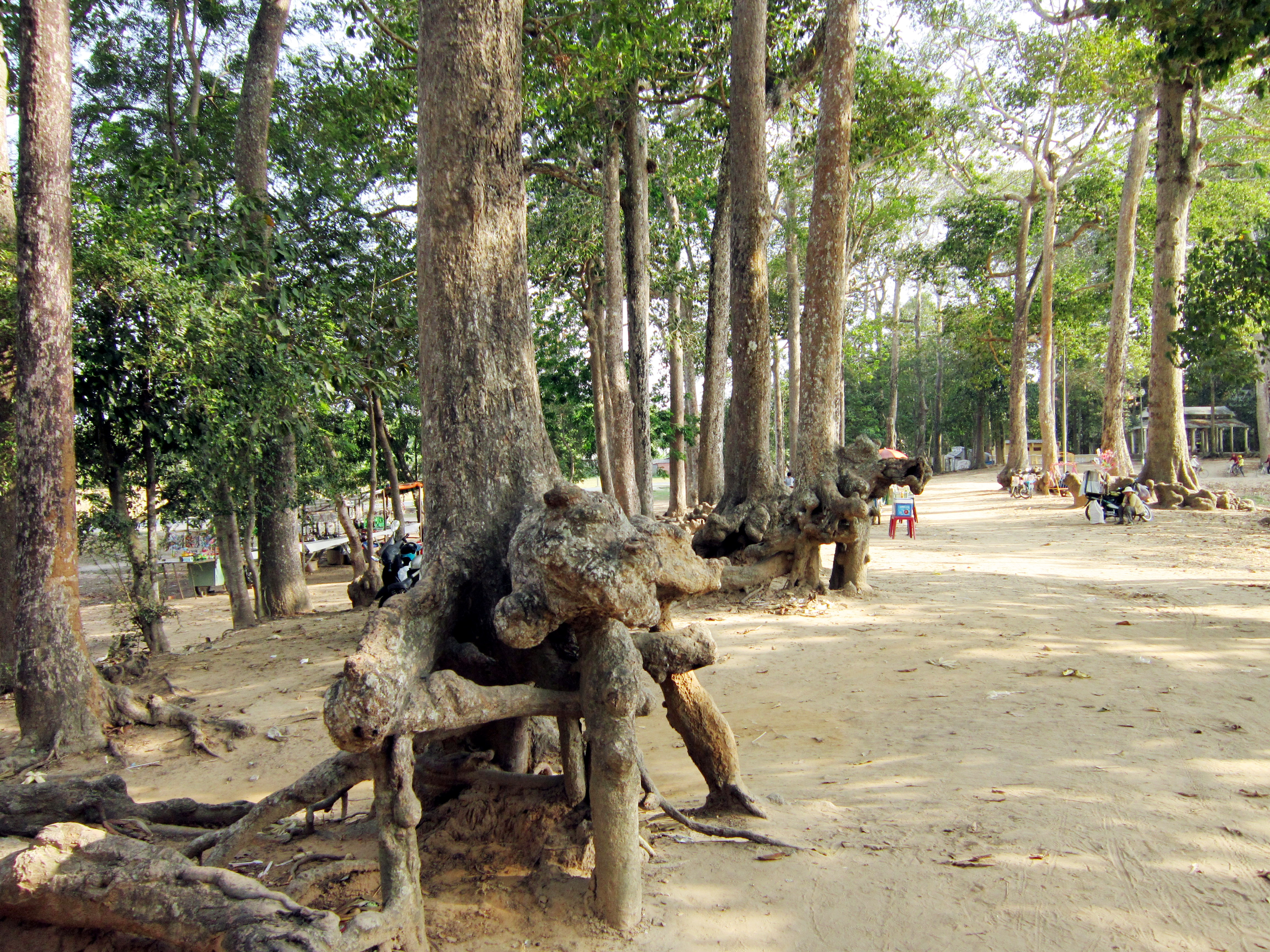
Xung quanh ao có nhiều cây cổ thụ hàng trăm năm tuổi
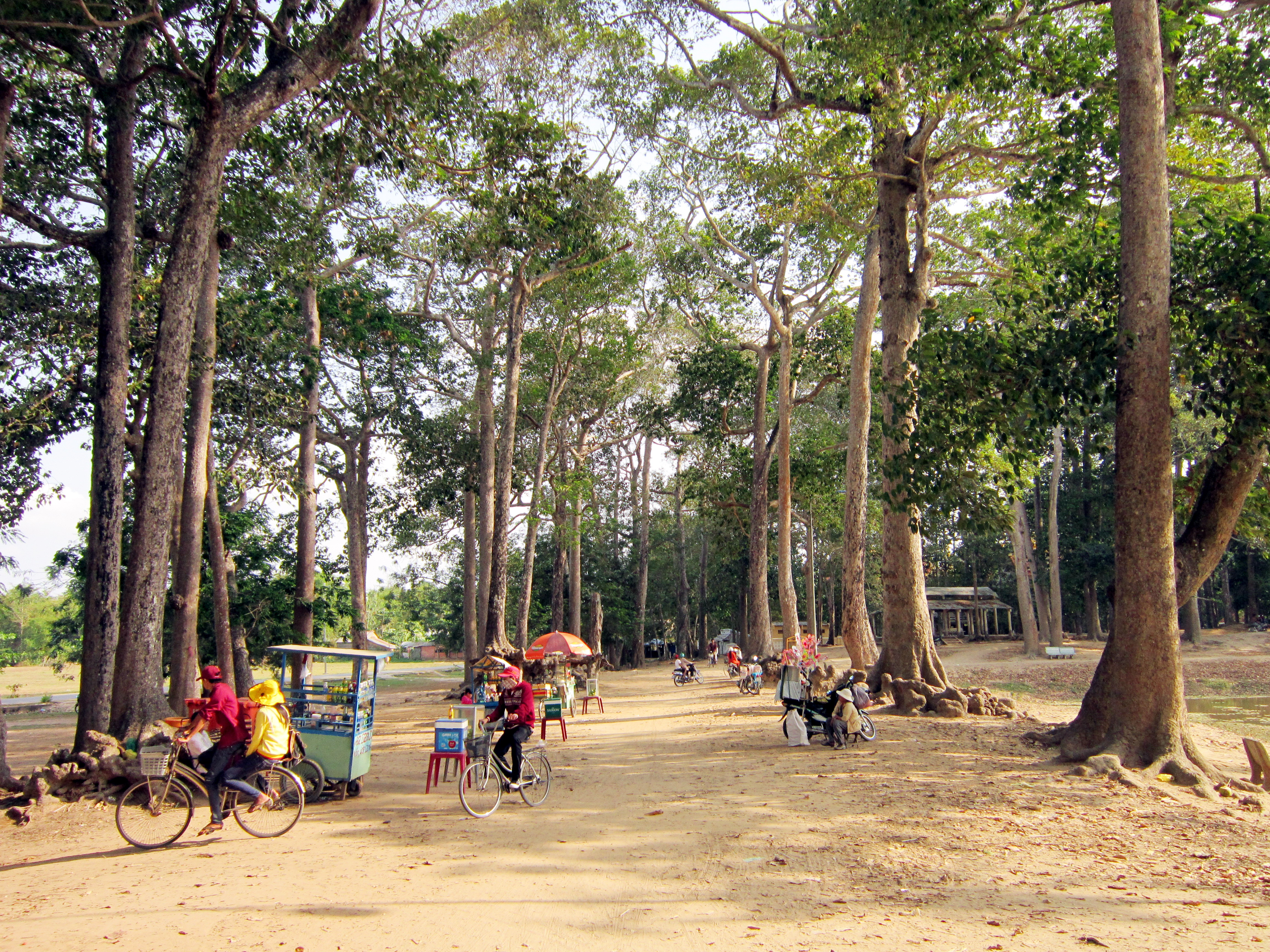
Người dân thường đến khu vực ao để vui chơi
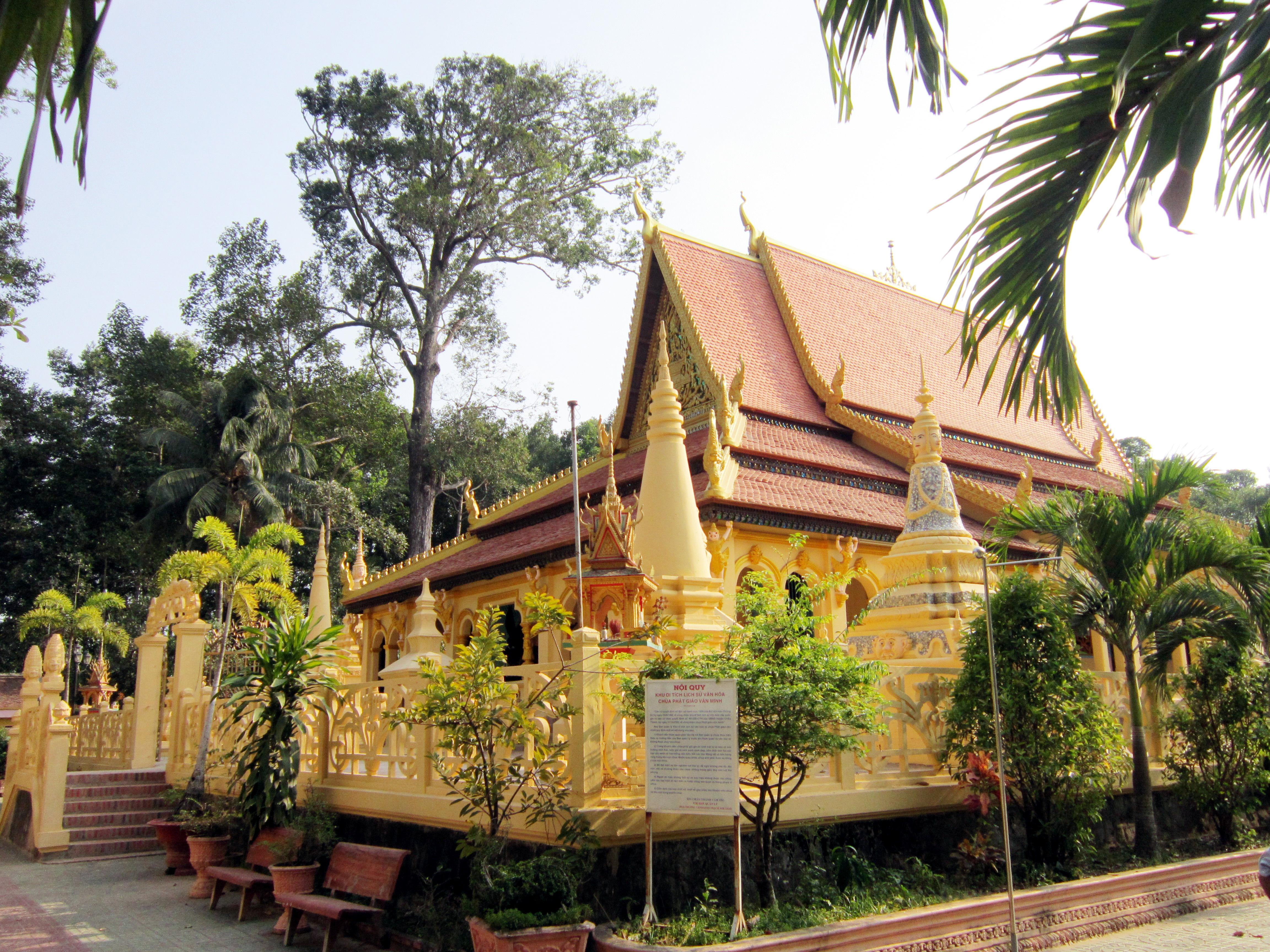
Bên ao là một ngôi chùa cổ (chùa Âng, tên Khmer: Angkorajaborey)